# Waleri Michailowitsch Nikolajewski

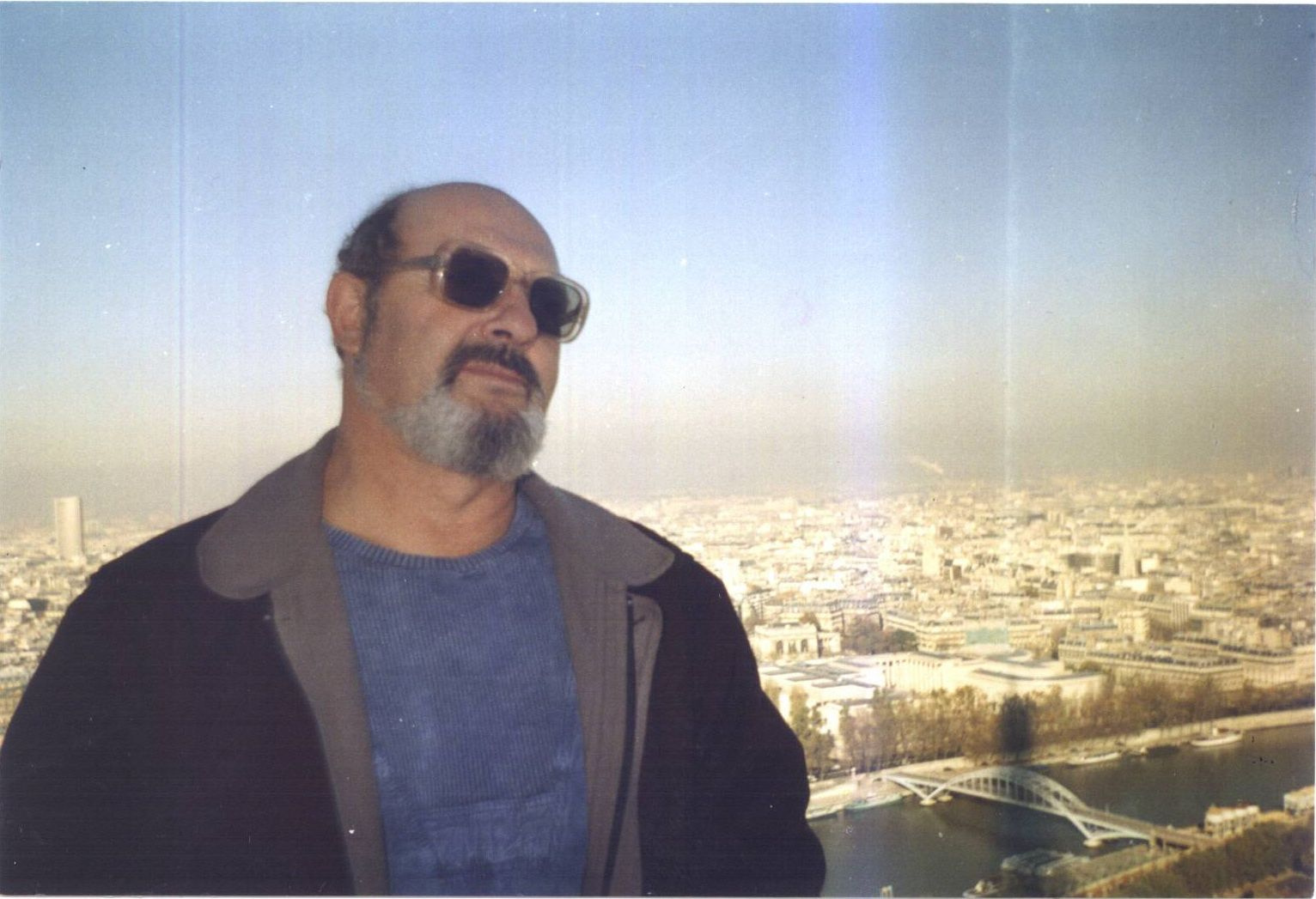
Nikolajewski in Paris (1994)

Waleri Michailowitsch Nikolajewski (russisch Валерий Михайлович Николаевский, wiss. Transliteration Valerij Mihajlovič Nikolaevskij; * 31. Juli 1939 in Moskau) ist ein russischer Journalist, Schriftsteller und Theaterregisseur.

## Leben
Mit fünfzehn Jahren folgte er einem Aufruf der Kommunistischen Partei der Sowjetunion und zog als Arbeiter nach Altai und Sibirien. Er arbeitete im Ural und in der Arktis als Berg-, Lade- und Bauarbeiter, Schiffsheizer und Seemann. In Tschukotka wurde er zum Sekretär des Komsomol-Komitees gewählt. Wegen seiner Kritik an Nikita Chruschtschows Auftreten vor der 15. UNO-Vollversammlung 1960 wurde er aus dem Komsomol ausgeschlossen und vom KGB beschattet.
Er widmete sich fortan der Kultur und arbeitete als Journalist und Regisseur des Literaturtheaters der Stadt Togliatti. Er stieg zum Vorsitzenden der örtlichen Literaturvereinigung, des „Klubs der kreativen Intelligenz“ und des Rates des „Sowjetischen Fonds der Kultur“ auf. 1987 wurde er zum Leiter des Kunst- und Dokumentationszentrums „Ilja Jefimowitsch Repin“ ernannt. Als Organisator öffentlicher Veranstaltungen in der Sowjetunion wurde er mehrmals ausgezeichnet.
Sein Roman über Russland Az, grešnyj so slovami istiny ... (deutsch: Ich, Sünder, mit den Worten der Wahrheit) wurde 22 Jahre lang nicht herausgegeben und war verboten. Zuerst herausgegeben wurde er unter Gorbatschow, nach dessen Rücktritt jedoch von der Produktion genommen. Sein Buch Kreml-Geheimnisse: Aus den geheimen Archiven des KGB ist auf Grund von politischen Motiven in Russland verboten.

„Das ist der Name des Buches welches in Österreich in deutscher Sprache veröffentlicht worden ist. Der Autor, der berühmte russische Schriftsteller Waleri Michailowitsch Nikolajewski. Die Geschichte des Buches ist voller Dramatik. Es basiert auf Dokumenten, die seit über 30 Jahren vom Schriftsteller Nikolajewski gesammelt wurden, die er vom Stalin-Preisträger Orest Maltsev erhalten hatte. Die meisten Dokumente musste VM Nikolajewski nach einer gewissen Zeit abgeben, da er unter ständiger Beobachtung durch den KGB stand. Nikolajewski war es verboten, das Land zu verlassen. Die Materialien wurden nach England, Dänemark, Deutschland, Schweiz, etc. gebracht und durch seine wahren Freunde verwaltet. Als er in der Lage war, selber nach Europa zu gehen, begann er jene seltenen Dokumente aufzusammeln ... Der auf Fakten basierende, journalistische Roman "Kreml Geheimnisse" wurde sehr schnell in verschiedenen europäischen Ländern verkauft und erhielt allerbeste Kritiken."“

Er schrieb historische Werke über das antike Rom und das Russische Reich, die in Russland, Deutschland, Österreich, der Schweiz, China, Israel und den USA veröffentlicht wurden. Nach dem Zerfall der Sowjetunion 1991 zog er nach Israel. Nach Zwischenaufenthalten in England, Frankreich, Belgien und Deutschland ließ er sich 1996 in Österreich nieder. 1997 wurde er in Wien am offenen Herzen operiert.
Nikolajewski ist Mitglied der Gemeinschaft der unabhängigen Literaten Russlands, des Vereines der Schriftsteller Israels und des österreichischen P.E.N.-Clubs.

## Werke
- Die Republik der Jugend – 1969/Russland, Brjansk
- Silhouetten – 1986/Russland, Moskau – Pravda
- Az, grešnyj so slovami istiny ... (Ich, Sünder, mit den Worten der Wahrheit) – 1990/Russland, Moskau – Mysl
- Strašnyj patricij – 1989/Russland, Moskau – Mysl
- Strašnyj patricij – 1990/Russland, Moskau – Mysl
- Strašnyj patricij – 1991/Israel, Jerusalem – Leksikon
- Strašnyj patricij – 1993–1994/Russland, Togliatti–Moskau – Sowremennik
- Helmuth A. Niederle (Hrsg.): Die Fremde in mir. Lyrik und Prosa der österreichischen Minderheiten und Zuwanderer (Anthologie) – 1999/Österreich, Klagenfurt – Hermagoras (Texte von ca. 100 Autoren, die entweder einer sogenannten Minderheit angehören oder mehr oder weniger freiwillig in Österreich leben.)
- Kreml-Geheimnisse: Aus den geheimen Archiven des KGB – 2000/Österreich, Wien – Löcker, ISBN 3-85409-305-5